# Rocky Schenck
Rocky Schenk (Austin, 18 de abril de 1955) es un fotógrafo y director de vídeos musicales estadounidense, reconocido por su trabajo para publicaciones como Vogue, Rolling Stone y The New York Times, además de diseñar portadas de discos para la banda Alice in Chains y el guitarrista Jerry Cantrell. Ha registrado colaboraciones con otros artistas y bandas como Ozzy Osbourne, Willie Nelson, Kylie Minogue, Jerry Lee Lewis y Rod Stewart, entre muchos otros.

## Obras
- Rocky Schenck: Photographs (2003, Universidad de Texas) ISBN 978-0-292-70217-2
- The Recurring Dream (2016, Universidad de Texas) ISBN 978-1-4773-1066-3

## Portadas de discos
- Facelift (1990) de Alice In Chains
- Sap (1992) de Alice In Chains
- Dirt (1992) de Alice In Chains[2]
- Jar of Flies (1994) de Alice In Chains
- Boggy Depot (1998) de Jerry Cantrell

## Vídeoclips notables
- Ace of Base - "Lucky Love"
- Adele - "Hometown Glory"
- Afghan Whigs - "Gentlemen"
- Alice in Chains - "We Die Young"/"Them Bones"/"What the Hell Have I"/Grind"/"The Nona Tapes"
- Marc Anthony - "When I Dream At Night"
- Peabo Bryson - "Can You Stop the Rain"
- Jerry Cantrell - "My Song"
- Paul Westerberg - "Love Untold"
- The Cramps - "Bikini Girls With Machine Guns"/"Creature From The Black Leather Lagoon"
- Iris DeMent - "Our Town"
- Willy Deville - "Hey Joe"
- Devo - "Post-Post Modern Man"
- Gloria Estefan - "Everlasting Love"/"Party Time"
- Faster Pussycat - "You're So Vain"
- Delta Goodrem - "In This Life"
- Nanci Griffith - "This Heart"
- Emmylou Harris - "Thanks To You"
- Imperial Teen - "Yoo-Hoo"
- Diana Krall - "Let's Face the Music"
- Martika - "Coloured Kisses"
- Joey McIntyre - "Stay the Same"
- Meat Puppets - "Backwater"
- Joni Mitchell - "Come In From The Cold"
- Stevie Nicks - "If You Ever Did Believe"
- Redd Kross - "Annie's Gone"/"Jimmy's Fantasy"/"The Lady In The Front Row"
- Lisa Stansfield - "Never, Never Gonna Give You Up"
- Rod Stewart - "If We Fall In Love Tonight"
- Sugarland - "Everyday America"
- Donna Summer - "I Will Go With You"
- Supersuckers - "Born With a Tail"
- Van Halen - "Fire in the Hole"/"Human Beings"
- Paul Westerberg - "World Class Fad"
- Chris Whitley - "Living with the Law"
- Trisha Yearwood - "Georgia Rain"